# La Bestia (trem)

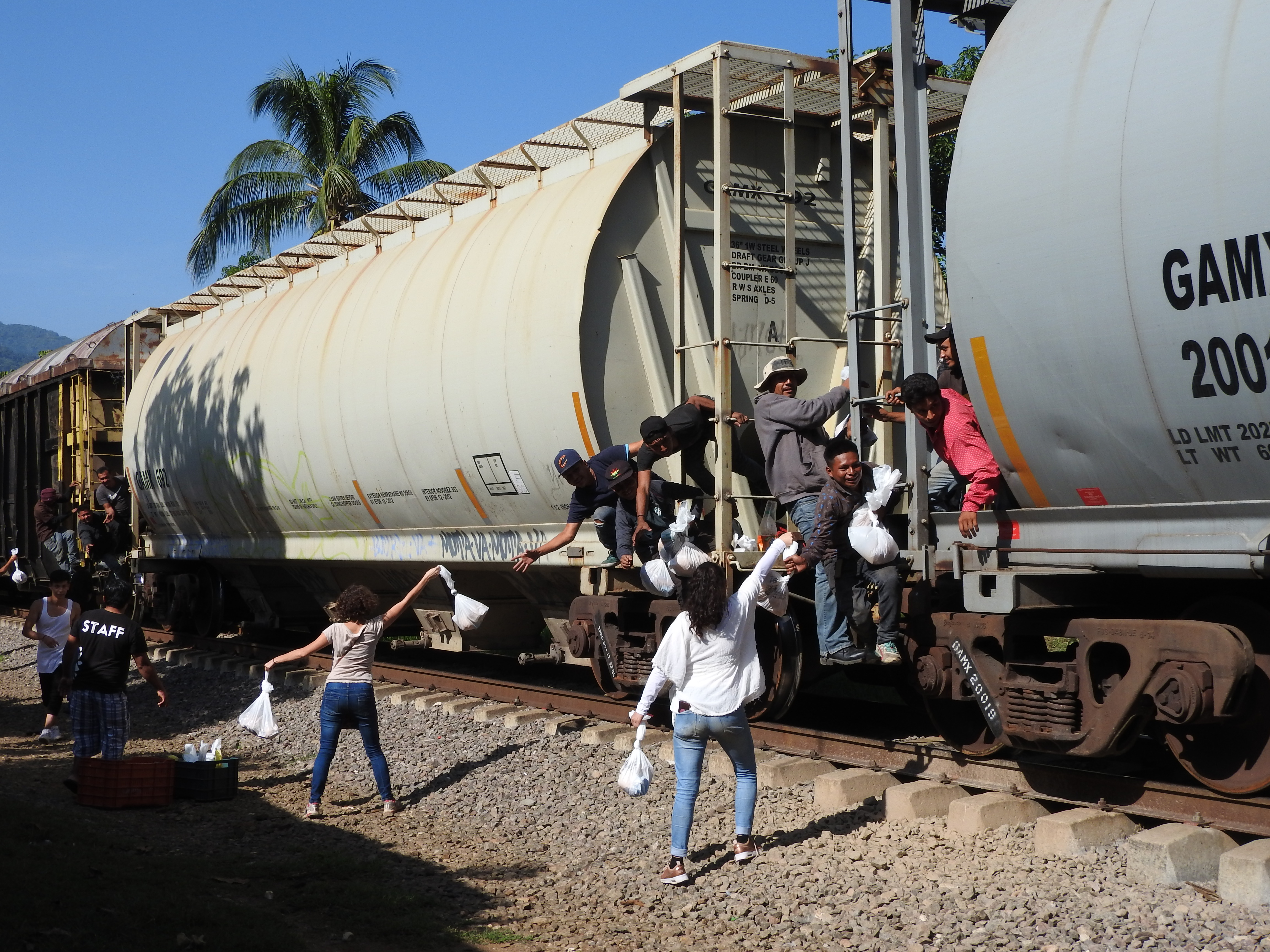
Grupo de imigrantes tentando receber alimentos

"O Trem da Morte" (também conhecido como "La Bestia" e "o Trem dos Desconhecidos") é uma rede de trens de mercadorias que os imigrantes utilizam para atravessar rapidamente México para chegar aos Estados Unidos.
Este modo de viajar é ilegal e extremamente perigoso. Estima-se que anualmente entre 400 e 500 mil imigrantes, a maioria de origem centro-americana, continuam montando em cima de trens, esforçando-se para chegar aos Estados Unidos. O Instituto Nacional de Migração (INM) informa que dos 64.061 estrangeiros que foram presos no ano de 2009, 60.383 eram de El Salvador, Guatemala, Honduras, Nicarágua e México. Além disso, de acordo com o cônsul de El Salvador, Vilma Mendoza, "cerca de 30% dos que viajam em trens são imigrantes cíclicos"; homens e mulheres que tentam voltar aos Estados Unidos depois de deportação, ou após uma tentativa frustrada". Outros fatores que contribuíram para o êxodo em massa de América Central, de acordo com Juan Pardinas, Diretor Geral do Instituto Mexicano para a Competitividade, são "a precária situação econômica de seus países de origem, as consequências dos conflitos civis e políticos e militares, assim como sociais e econômicos; e a devastação causada por desastres naturais, como furacões". Embora esses trens (que transportam produtos e materiais, incluindo milho, cimento e minerais) são considerados como uma forma livre de viajar, que permite aos imigrantes evitar 48 centros de detenção nos Estados Unidos, numerosos postos de controle de imigração, os riscos são altos e muitos motoristas ficam com lesões que alteram sua vida e limitam a sua capacidade de trabalho. Também cabe destacar que, em alguns casos, os passageiros devem ter cuidado com outros passageiros, já que correm o risco de serem maltratados, abusados e até mesmo lançados do mesmo trem.

## Rotas
Não há uma conexão viável para entrar de trem ao México, da Guatemala. Embora seja possível abordar o trem de Tapachula, Chiapas, os imigrantes começam a subir para o comboio em Arriaga, Chiapas, próximo do limite com o estado de Oaxaca. Outros iniciam a sua viagem por trem em Ciudad Ixtepec, Oaxaca. Daí o percurso continua normalmente para a  Estación Lechería, na Cidade do México, onde os trens fazem escala obrigatória. De lá, os migrantes têm de subir a qualquer um dos trens que vão para diferentes pontos na fronteira norte do México, incluindo a cidade de Tijuana, Cidade Juárez e Matamoros, com a esperança de poder a partir desses pontos cruzar a fronteira para os Estados Unidos, seja continuando por trem ou qualquer outro meio à sua disposição.

## Riscos dos passageiros
Muitos dos perigos se apresentam como resultado da viagem do trem em si e do processo de subir a bordo e descer os trens em movimento. Dado que os imigrantes abordam entre 10 e 15 trens durante a sua viagem de 1450 milhas, que normalmente começa em Arriaga, Chiapas, as chances de sofrer uma lesão grande são altas, mesmo antes de chegar à estação Lechería na cidade do México, que serve como uma espécie de ponto de passagem antes de que a rota do trem se disperse em várias direções que dirigem-se próximo a vários pontos da fronteira com os Estados Unidos. Não é estranho visitar casas de repouso e clínicas voluntárias, onde os imigrantes com extremidades perdidas estão se recuperando de acidentes ferroviários. Muitas vezes, os imigrantes dormem enquanto vão acima dos trens e são sacudidos para as vias onde muitos morrem instantaneamente por decapitação, hemorragia e choque. Como os acidentes acontecem frequentemente na escuridão da noite e nas zonas rurais, as vítimas, na maioria das vezes não sã encontradas imediatamente. Se sobrevivem à queda, então devem esperar por ajuda porque os trens não param. Depois de perder os membros nos acidentes do trem de carga, sobreviventes muitas vezes sentem vergonha de voltar aos seus países de origem porque já não podem ajudar suas famílias e estão em circunstâncias mais graves do que as que estavam inicialmente. Além de suportar o movimento dos trens, cansaço físico e as condições climáticas extremas que vêm com esta viagem, os imigrantes também devem suportar o estresse emocional. Ou seja, estar separado da família, viajar sozinho e ter um sistema de apoio limitado também é prejudicial para a saúde e o bem-estar mental dos imigrantes.
Outros perigos suportados por imigrantes centro-americanos são provocados pela discriminação e atitudes xenófobas, que por sua vez estão baseadas no posicionamento único do México como um emissor e um receptor de imigrantes. A anistia Internacional elabora: "o México é um dos poucos países no mundo que é tanto uma rota de destino e de trânsito de imigrantes como ponto de partida para a emigração, pois milhares de mexicanos tentam cruzar a fronteira com os Estados Unidos em busca de trabalho. Isso gera complexas conseqüências sociais, econômicas, políticas e culturais para o México e os seus vizinhos regionais". O grande número de imigrantes que passam regularmente através do país muitas vezes são vistos como um aborrecimento que atrai a criminalidade. Os imigrantes são vulneráveis devido à sua condição de "indocumentados" e falta de familiaridade com os direitos pessoais, o que os torna alvos fáceis para o assédio e abuso nas mãos de funcionários corruptos e criminosos violentos. Alguns dos perigos que enfrentam ao longo da rota do norte incluem: roubo e assalto, extorsão, intimidação e ameaça, corrupção, destruição de documentos, a detenção sem aconselhamento jurídico e atos de agressão sexual. De acordo com um artigo de 2012 para a revista Commonweal, por Joseph Sorrentino, "as estatísticas são terríveis". Oitenta por cento dos imigrantes serão atacados ou roubados. Sessenta por cento das mulheres imigrantes serão estupradas.
Um lucrativo negócio para os traficantes de drogas (especialmente Los Zetas) é o sequestro de imigrantes; podem obter tanto quanto $2.500 por cada vítima. Entre abril e setembro de 2010, A Comissão Nacional de direitos humanos do México citou 214 sequestros em massa, que envolvem a 11.333 pessoas. E esses são apenas os sequestros relatados, um relatório separado pela Comissão Nacional de Direitos Humanos (CNDH) informou que, "o México está enfrentando uma epidemia oculta de sequestros, a maioria dos abusos mais graves ocorridos nos Estados cruzados por trens de carga nas principais rotas utilizadas pelos imigrantes, como Chiapas, Oaxaca, Veracruz e Tabasco, Veracruz e Tamaulipas".
Embora muitos imigrantes centro-americanos sejam vítimas de tais crimes, por desconfiança e medo de serem deportados de volta, se lhes dificulta denunciar estas injustiças dos funcionários corruptos. Os imigrantes foram informados de como entregar-se voluntariamente com o Instituto Nacional de Migração (INM) para serem devolvidos aos seus países de origem.

## Reações dos cidadãos e do Governo Mexicano
Enquanto os imigrantes centro-americanos sofrem de discriminação, no México, muitos recebem ajuda das famílias mexicanas e membros da comunidade que fornecem aos imigrantes alimentos, abrigo, roupas e remédios. Embora a grande maioria destas famílias sejam pobres, eles são voluntários para ajudar os imigrantes e certificar-se de que tenham um lugar seguro para ficar enquanto esperam a chegada do próximo trem, que pode levar até vários dias. Um serviço de assistência do governo, chamado de Grupos Beta, também foi criado para ajudar os imigrantes. Muitas vezes, Grupos Beta se encontram ao longo das vias do trem e faz muitas paragens de descanso, onde podem fornecer informações e assistência médica aos imigrantes. Essencialmente, são uma "unidade móvel humanitária que não faz cumprir a lei". Ou seja, seu objetivo não é convencer os imigrantes a não andar nos trens para a fronteira, mais bem seu objetivo é apenas informar aos imigrantes com os fatos sobre como se proteger de ameaças e obstáculos devem esperar ao longo de sua viagem. Além de Grupos Beta, o governo mexicano tem sido criticado pela sua forma descontraída de inúmeras instâncias de violações de direitos e abusos com relação aos imigrantes da américa central.

## Nos meios de comunicação
"O Trem da Morte" foi representado na literatura, em artigos de jornais e em muitos filmes, incluindo documentários. Um exemplo é Which Way Home, que especificamente segue as histórias de crianças que deixaram suas casas para vir para os Estados Unidos. As crianças vão de 9 a 15 anos de idade e provenientes de lugares como a Guatemala, Honduras, El Salvador e México. Como muitos outros, crianças neste documentário viajam sem um acompanhante adulto e o seu modo de transporte, é claro, não é outro que O Trem da Morte". Essas histórias mostram a triste realidade da migração e dos grandes perigos que as pessoas suportam, enquanto tentam chegar aos Estados Unidos. O documentário também mostra o que acontece com as crianças quando não chegam ao seu destino e se vêem obrigados a retornar aos seus países de origem. Quando se perguntou porque estão viajando sem um adulto protetor, muitos declararam que as situações são as suas casas eram extremamente graves em termos de finanças e relações familiares, e que por isso foram conduzidos a tomar uma decisão tão arriscada. Há muitos outros filmes que enfocam este tema, que são histórias semelhantes, como, Sin Nombre, Sin Nadie, La Bestia y El Tren de la Muerte. A maioria desses filmes tem sido aclamada para trazer à luz as muitas circunstâncias que sofrem os imigrantes durante a sua viagem para os Estados Unidos.
A novela mais vendida de Sonia Nazario, "El Viaje de Enrique", também representa o processo e os obstáculos da migração no trem. Enquanto este livro centra-se principalmente na viagem de uma pessoa, fala dos outros milhares de imigrantes que têm dificuldades para se reunir com seus entes queridos. Nazario descreve a emoção e a dificuldade experimentada por famílias inteiras que estão separadas pela necessidade de chegar a ser mais estável economicamente. Os perigos de cruzar a América Central e o México por trem descreve em detalhes explícitos como imigrantes de todas as idades enfrentam gangues de rua, funcionários corruptos, fome, cansaço, discriminação, mau tempo e os trens mortais.
No gênero poético, o poema 'La Bestia'(The American way of death) do poeta espanhol Daniel Rodríguez Moya é o exemplo mais conhecido e celebrado por poetas como o prêmio Cervantes mexicano José Emilio Pacheco.
Outras formas de comunicação também têm discutido o tema da migração e o meio pelo qual os imigrantes viajam para os Estados Unidos.
O trem também foi apresentado na zona fronteiriça pela Al Jazeera América
Em de 9 de maio de 2014, os operadores de trens proibiram aos passageiros de viajar no trem.